# Масан (район)
Масан (порт. Mação) — район (фрегезия) в Португалии, входит в округ Сантарен. Является составной частью муниципалитета Масан. По старому административному делению входил в провинцию Бейра-Байша. Входит в экономико-статистический субрегион Пиньял-Интериор-Сул, который входит в Центральный регион. Население составляет 2276 человек на 2001 год. Занимает площадь 67,26 км².
Покровителем района считается Дева Мария (порт. Maria).